# Hokusai
Pour les articles homonymes, voir Hokusai (homonymie).
Katsushika Hokusai (葛飾 北斎) est un peintre, dessinateur et graveur japonais du XVIIIe siècle, spécialiste de l’ukiyo-e, ainsi que l'auteur d'écrits populaires, surtout connu sous le nom de Hokusai (北斎), ou son surnom de Gakyōjin, littéralement « Vieux Fou de dessin ».
Au cours de ses soixante-dix ans de carrière, il a réalisé une œuvre considérable de quelque 3 000 tirages couleur, des illustrations pour plus de 200 livres, des centaines de dessins et plus de 1 000 peintures. Il a rapidement abandonné le sujet étroit traditionnellement associé à l'école du « monde flottant » (ukiyo-e) dont il faisait partie, comme les images d'acteurs populaires et de courtisanes.
Les Trente-six vues du mont Fuji (1831 – 1833) comptant en réalité 46 estampes dont La Grande Vague de Kanagawa (1831) sont ses œuvres les plus connues.
Son œuvre influença de nombreux artistes européens, en particulier Paul Gauguin, Vincent van Gogh, Claude Monet et Alfred Sisley, et plus largement le mouvement artistique appelé japonisme.

## Biographie

### Origine
Il est né le premier jour du cycle sexagésimal du neuvième mois de l'année métal-aîné-dragon de l'ère Hōreki — probablement en octobre 1760 à Edo (actuel Tokyo) — et mort au matin du dix-huitième jour du quatrième mois de l'ère Kaei, an II — soit en avril ou mai 1849 dans la même ville.
De parents inconnus, Hokusai naît dans le quartier de Warigesui, district de Honjō (zone rurale encore connue sous le nom de Katsushika) à Edo, ancien nom de la ville de Tokyo, sur la rive orientale du grand fleuve Sumida (隅田川, Sumida-gawa), dans la famille Kawamura. Selon le testament de sa petite-fille Shiraï Tati, il aurait été le troisième fils de Kawamura Iti Royémon, qui aurait été artiste sous le nom de Bunseï.
Il est adopté vers l'âge de trois ou quatre ans par son oncle Nakajima (中島) Ise, fabricant de miroirs pour la cour du shogun. Hokusai, alors appelé Tokitarō (太郎),, manifeste très tôt des aptitudes pour le dessin et de la curiosité pour la peinture.

### Formation
En 1773 – 1774, il est en apprentissage dans un atelier de xylographie et, en 1775, il grave les six dernières feuilles d'un roman humoristique de Sanchō. En effet, les ateliers de gravure sont à l'époque très sollicités par les éditeurs d'Edo, qui demandent sans cesse des illustrations pour les ouvrages à publier : la plupart des apprentis se forment de cette manière.
Il intègre en 1778 l'atelier du maître Katsukawa Shunshō (1726 – 1792), un peintre d'estampes ukiyo-e, spécialiste des portraits d'acteurs de théâtre kabuki. Son atelier est alors notamment renommé pour la qualité de coloristes de ses membres. C'est dans cet atelier que Hokusai commence son travail d'artisan du dessin et de l'estampe aux revenus modestes. Durant sa période de formation, il réalise des portraits de courtisanes, d’acteurs, des estampes commerciales à bon marché et illustre de nombreux romans populaires (Kibyoshi). Dès 1780, il adopte le pseudonyme Katsukawa Shunrô, qui prouve qu'il s'est parfaitement assimilé à l'école. Il illustre notamment les livres La Petite Violette d'Edo, Les Guerriers de Kamakura ou L'Esprit ouvert est très précieux.
Cependant, en 1785, il signe ses estampes d’un nouveau nom : « Gunbatei anciennement Shunrō » ce qui signifie peut-être une rupture avec l’école Katsukawa. Selon Henri Focillon, Hokusai étudie alors le grand style classique de l'académie Kano, opposée à Shunshô. En 1792, il quitte l’atelier à la mort du maître et décide de ne plus peindre de portraits d’artistes. Cela fait suite à un désaccord avec le successeur de celui-ci, Shunko, qui aurait déchiré une enseigne d'un marchand d'estampes peinte par Hokusai, la trouvant trop mauvaise.
Hokusai connaît alors une période de grande pauvreté durant laquelle il étudie les techniques des écoles de Kano Yusen, Tsutsumi Torin et Sumiyoshi Naiki. Vers 1794, il réintègre une école classique : le clan Tawaraya de l'école Rinpa. À partir de l'année suivante, il prend le nom de Sôri II à la mort de l’un de ses maîtres, Tawaraya Sôri.
Il subit aussi l’influence de l’art occidental et découvre la perspective grâce à un artiste japonais, Shiba Kōkan, qui fréquente les Hollandais, seuls étrangers autorisés à amarrer à Nagasaki.

### Premiers succès
Son illustration du recueil poétique Kyôka Edo no Murasaki, en 1795, lui vaut son premier succès. Le Kyôka est une courte poésie, pastiche de poèmes classiques dont les Japonais sont très friands. Cette même année, il prend la direction de la prestigieuse école de Tawaraya.
De 1796 à 1799, il invente un style personnel, empreint de lyrisme, tout en subissant des influences chinoise et occidentale. Fréquentant une élite culturelle, il édite des calendriers (egoyomi) et produit un grand nombre d'albums et d’estampes en feuilles séparées, appelées surimono, estampes hors commerce, à diffusion privée, émises souvent à l’occasion du Nouvel An, accompagnées pour la plupart de courts poèmes (kyôka) et distribuées entre amis. C'est à la même époque qu'il adopte pour la première fois le nom de Hokusai, signifiant « Atelier de l'étoile du Nord », en hommage à la divinité bouddhique Myōken, incarnation de l’étoile du Nord, à laquelle il voue un culte particulier. Il se donne en 1800 le surnom de Gakyōjin, « le Fou de dessin ».
En 1804, il peint, dans la cour du temple d’Edo, au moyen d’un balai et d’un seau d’encre de Chine, un daruma géant de plus de 240 m2 que l’on doit hisser jusqu’aux toits pour permettre à l’assistance de l’admirer. Il réitère cet exploit en 1817 à Nagoya, avec le Grand Daruma. Il s’affirme en tant qu’artiste indépendant et réputé, suscitant élèves et imitateurs. Parallèlement à sa production de surimono, d’estampes polychromes et de peintures, il illustre un grand nombre de yomihon, romans-fleuves inspirés de légendes chinoises. Durant cette décennie, il produit également quantité de paysages, dans la veine de l'Ukiyo-e, en particulier les Cinquante-trois étapes sur la route de Tokaido.
À cette époque, les figures de ses personnages s'allongent et évoquent de plus en plus des états d'âme complexes. Hokusai les intègre aux paysages plutôt que de les isoler sur fond neutre. Les paysages deviennent ensuite, peu à peu, un thème à part entière,.

### Voyages et Manga

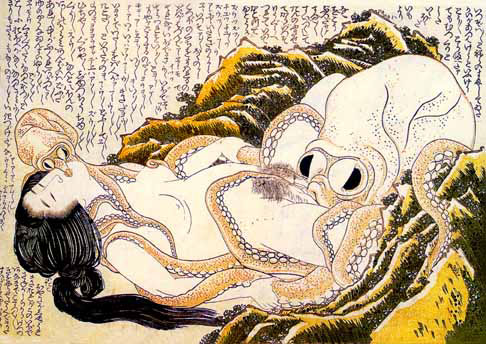
Le Rêve de la femme du pêcheur
estampe érotique, 1814.

De 1811 à 1819, il commence à parcourir le pays, de l’ancienne capitale Kyoto à la ville nouvelle de Edo. Il s’arrête à Nagoya, où il rencontre l'artiste Bokusen (ja). Suivant les conseils de ce dernier, deux ans plus tard, en 1814, année où il prend le nom de Taitô (nom également lié au culte des astres, se référant à la Petite Ourse), il publie sa Manga, un recueil de ses multiples carnets de croquis, d’études originales et marginales. Manuels didactiques et cahiers de modèles, il en publie les dix premiers volumes. Ce sera une encyclopédie imagée du Japon en quinze volumes, contenant d’innombrables croquis, fournissant aux artistes un répertoire iconographique de modèles sur tous les sujets. En 1815, il publie également Leçons de danse, succession de dessins illustrant des pas de danse.
C'est durant cette période qu'il compose ses estampes érotiques les plus célèbres, notamment Jeune fille plongeant ravie par les pieuvres, dans le recueil Jeunes pousses de pin publié en 1814.
Ses contemporains ont remarqué que ce projet suivait celui de Kuwagata Keisai et son ryakuga. La publication de cette série de livres d’images s'étend jusqu'en 1834 et comprend douze volumes.

Hokusai manga
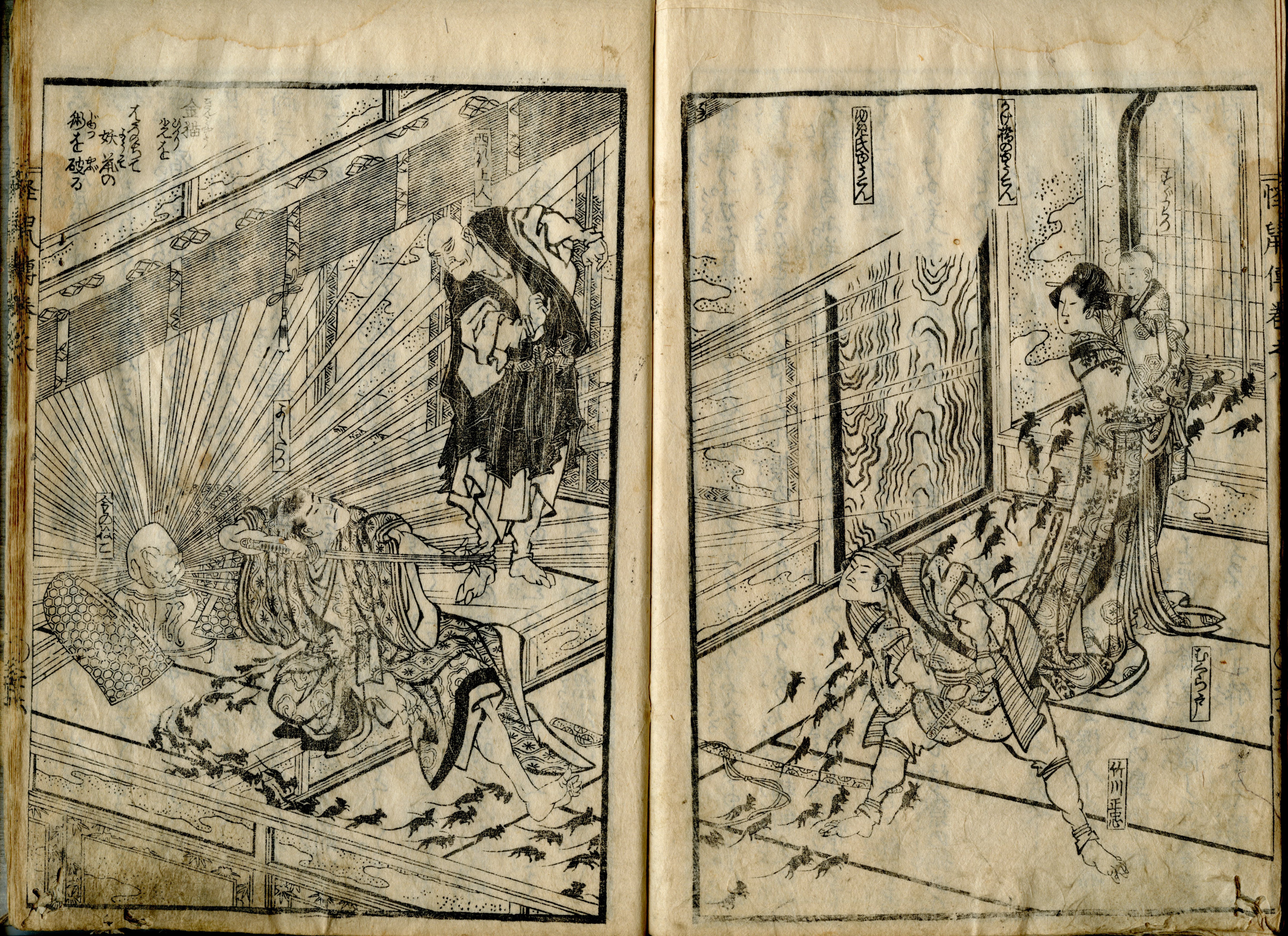
Image de la série e-hon Raigo Ajari Kaisoden (Les Rat(s) mystérieux de prêtre Raigo), illustrée par Hokusai, vers 1808.
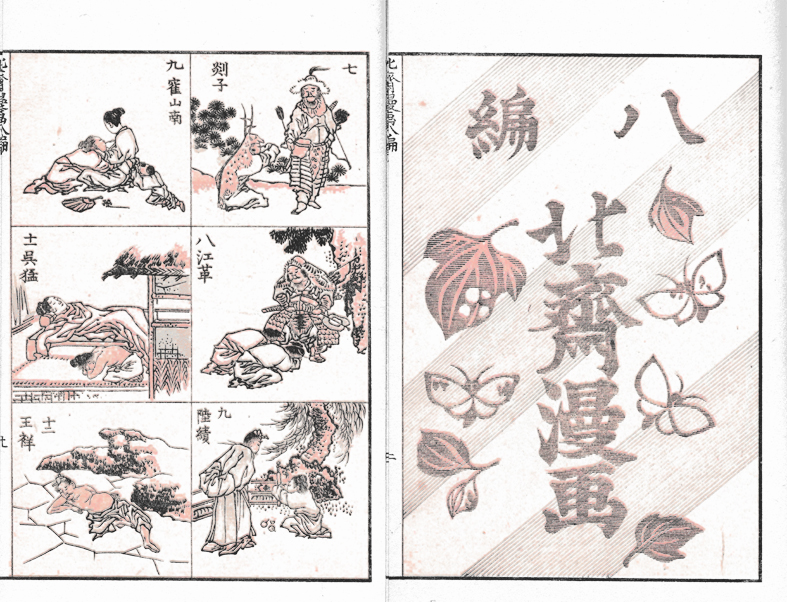
Détail du volume 8 des Hokusai manga, 1817.
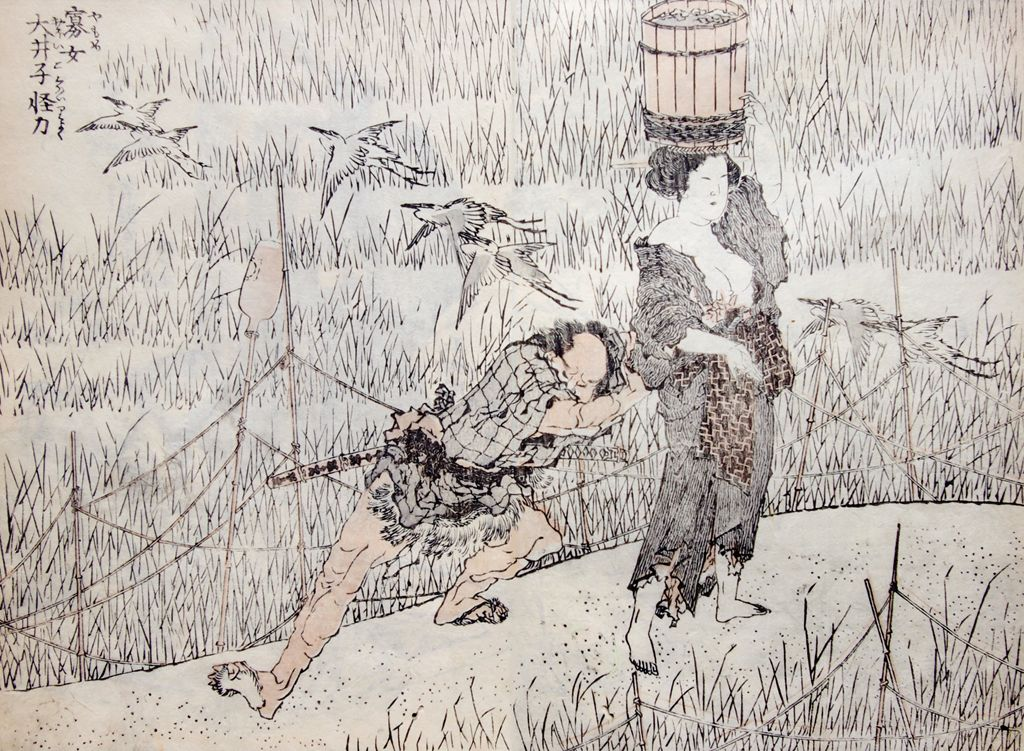
Une femme célibataire, Ōiko avait la force surhumaine de la série Hokusai Manga Volume 9, 1819.
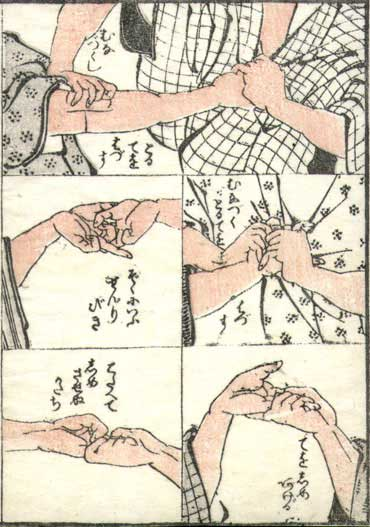
Une page de manga.

### Les séries célèbres

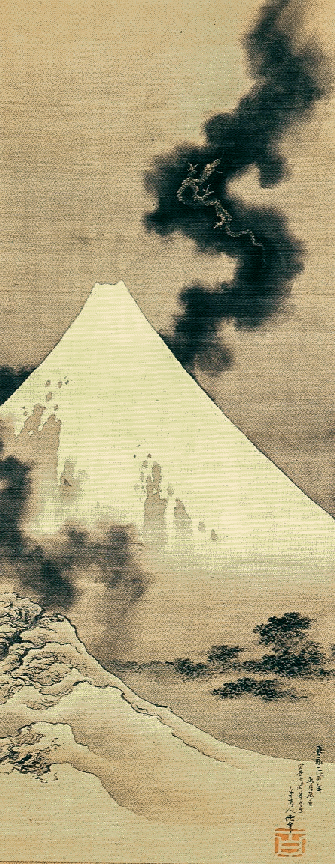
Dragon volant au-dessus du mont Fuji
Obuse, Hokusai Museum.

Âgé de soixante ans, Hokusai prend le nom de Iitsu de 1820 à 1835, pour signifier son passage dans un nouvel âge (« Âgé à nouveau d’un an », première année du nouveau cycle astrologique de 60 ans), et s'adonne à cette période à l'illustration de livres.
Pour l'illustration d'un livre inédit, il crée en 1829 plus de 100 dessins. Au cours des deux années précédentes, il avait souffert de la mort de sa deuxième épouse et s'était remis d'un accident vasculaire cérébral mineur. Quelques mois seulement après la fin de ces œuvres, il déplore dans une lettre sa misère, due en partie à des dettes de jeu contractées par son grand-père. Ces dessins anciennement propriété du collectionneur et joaillier Art nouveau Henri Vever (1854-1942), ont été redécouverts en 2019, et acquis par le British Museum.
Les années 1830 marquent l’apogée de sa carrière. Il déploie une activité débordante, maîtrise parfaitement l’art du paysage, révélant la beauté majestueuse de la nature. Ses séries d’estampes les plus connues datent de cette époque : Trente-six vues du mont Fuji, Les Vues des ponts célèbres, Les Cascades de différentes provinces, ainsi que des séries d'Oiseaux et de Fantômes (cette dernière est interrompue à la fin de la cinquième planche).
1831 voit la parution d’une de ses œuvres majeures, la série d’estampes Fugaku Sanjūrokkei ou Trente-six vues du mont Fuji, qui lui vaut une reconnaissance internationale. Il se sert alors du bleu de Prusse, introduit au Japon en 1829 et dont Keisai Eisen a déjà tiré profit. Il produit dans la même période plusieurs séries d’estampes qui rompent toutes avec la tradition de l’ukiyo-e.

Trente-six vues du mont Fuji, 1831-1834
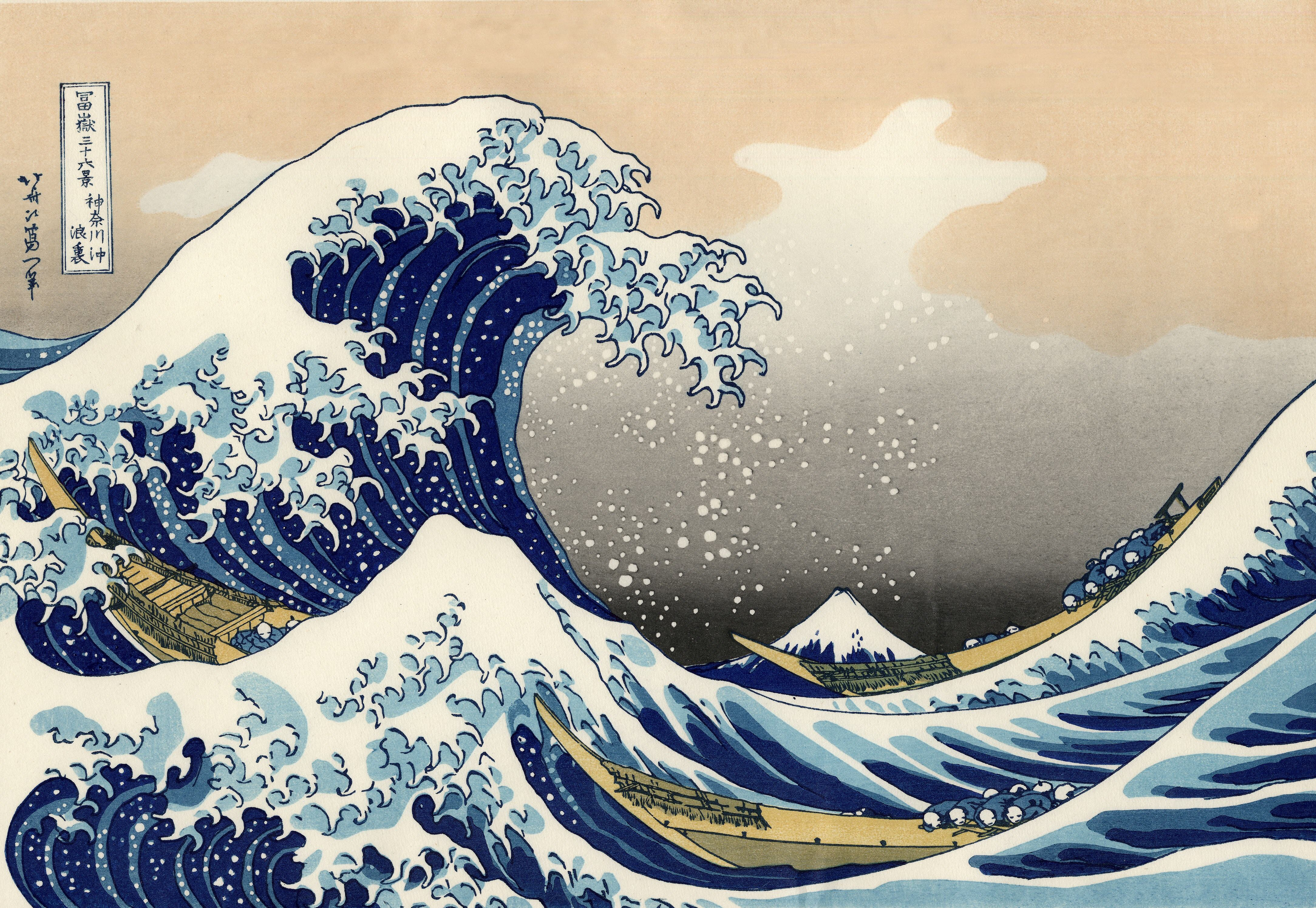
La Grande Vague de Kanagawa, no 1.
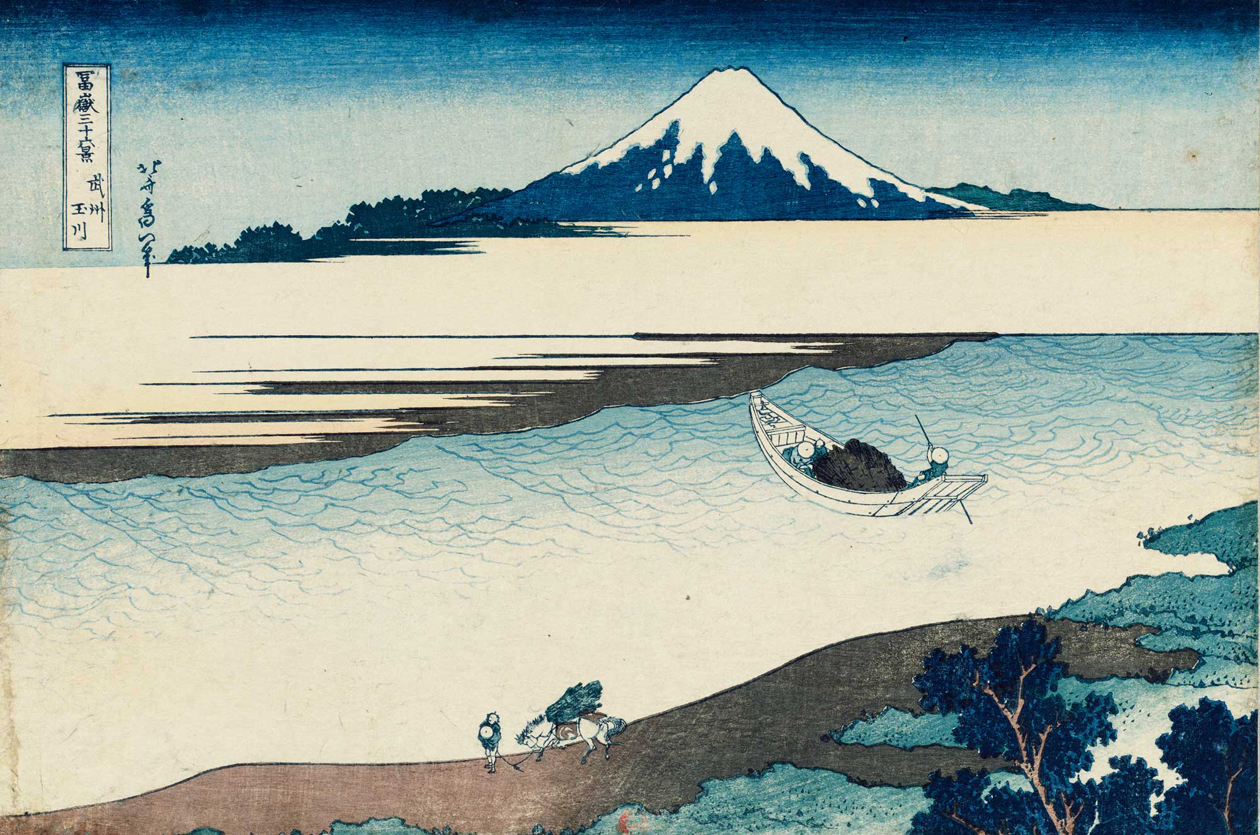
La Rivière Tama dans la province de Musashi, no 8.
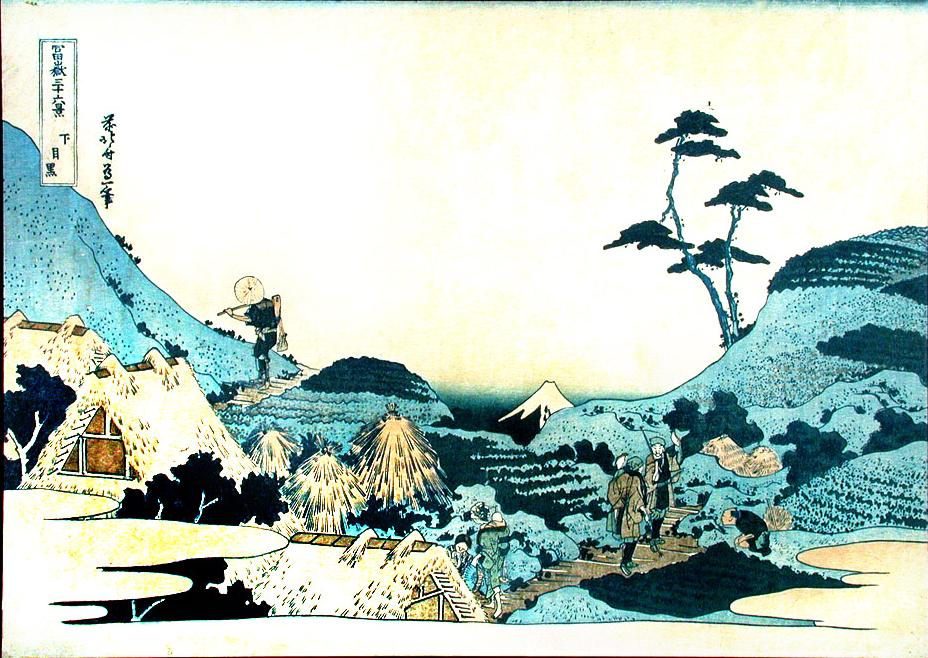
Paysage aux deux fauconniers, no 10.
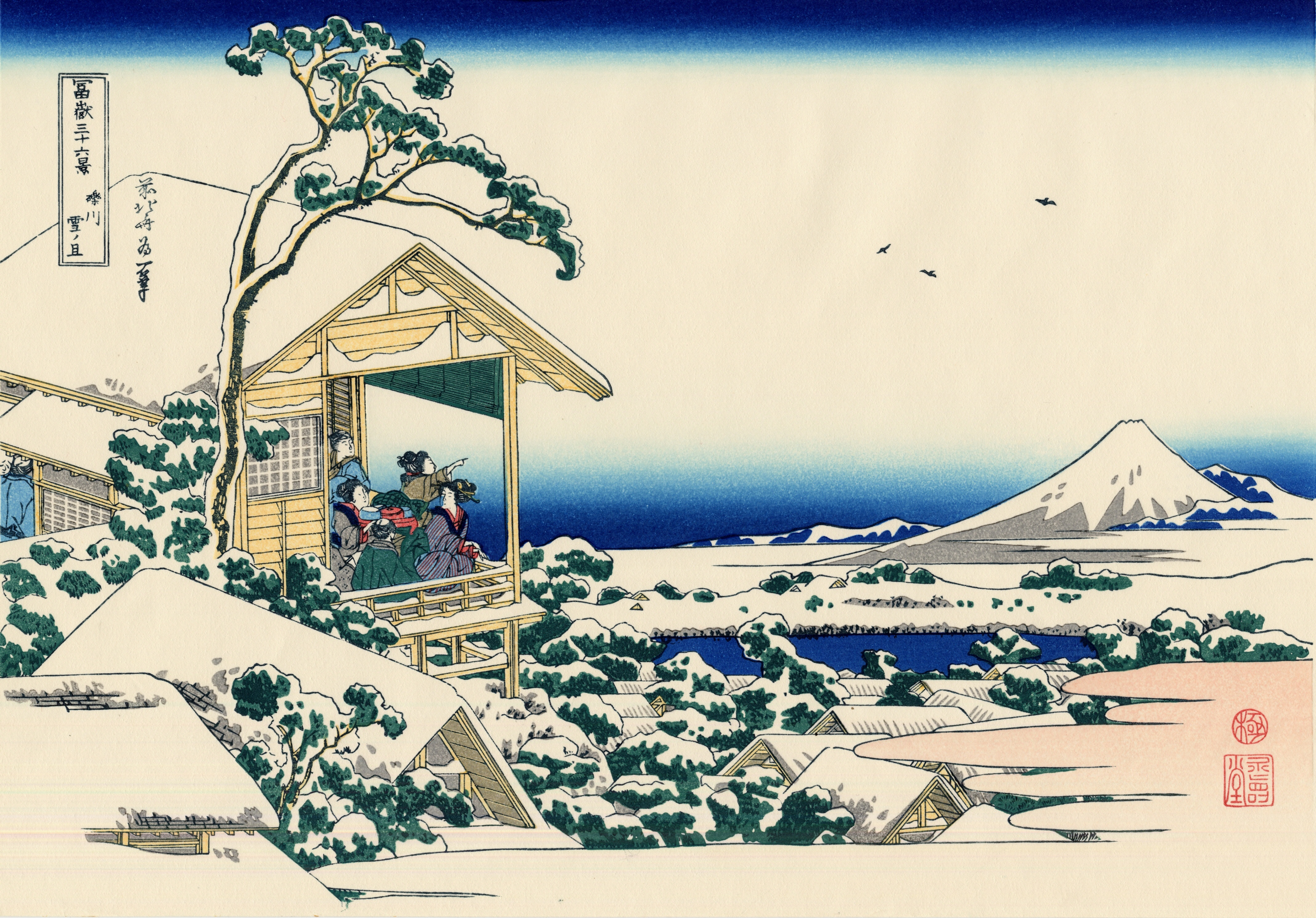
Maison de thé à Koishikawa, le matin après une chute de neige, no 11.
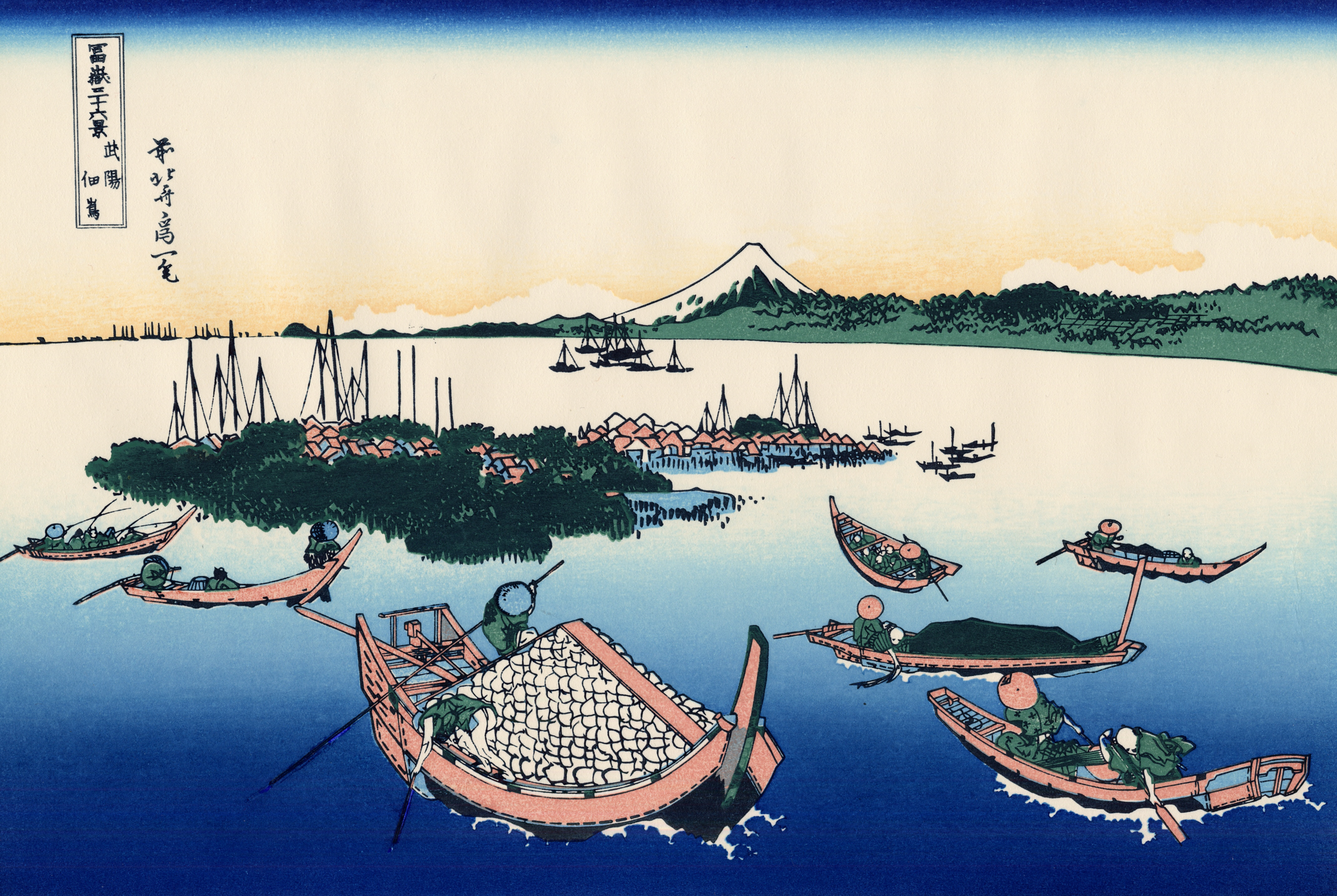
L'île Tsukada dans la province de Musashi, no 16.
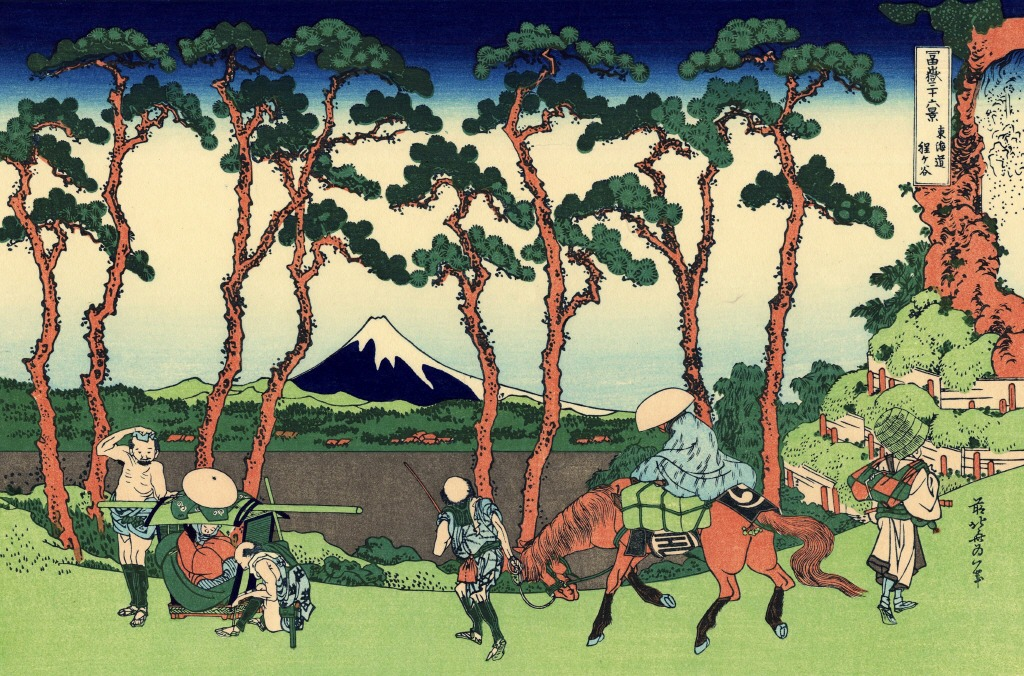
Hodogaya-ku ancienne « station » de la route du Tōkaidō, no 23.
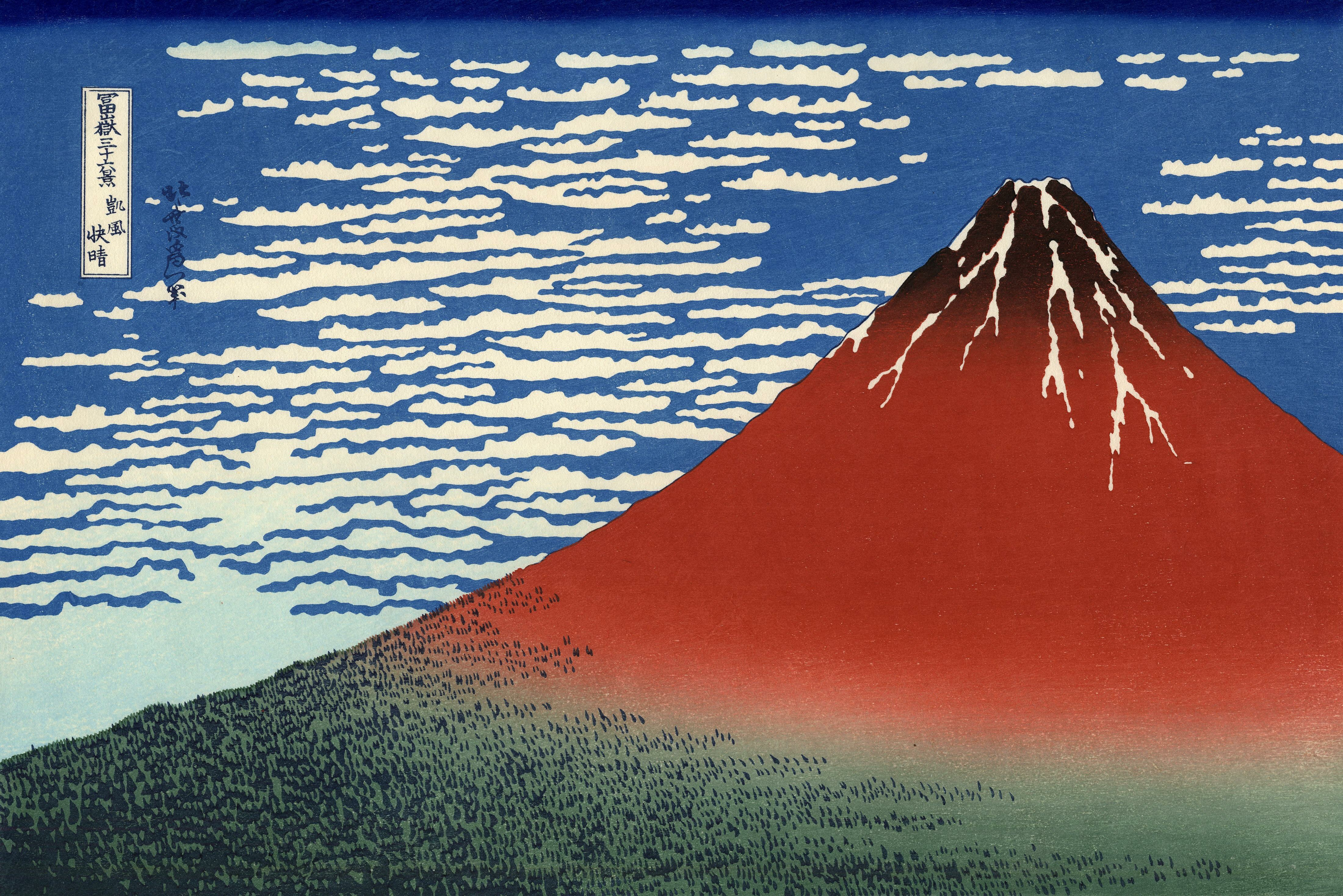
Le Fuji par temps clair, no 33.
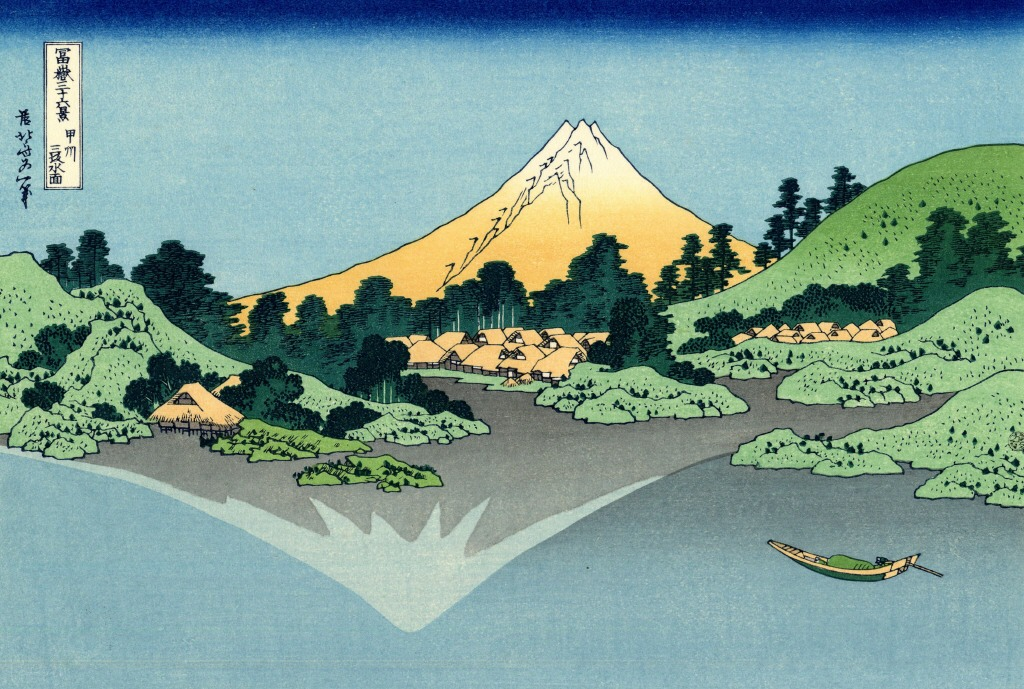
Reflet du mont Fuji dans le lac Kawaguchi, vu depuis le col Misaka dans la province de Kai, no 42.
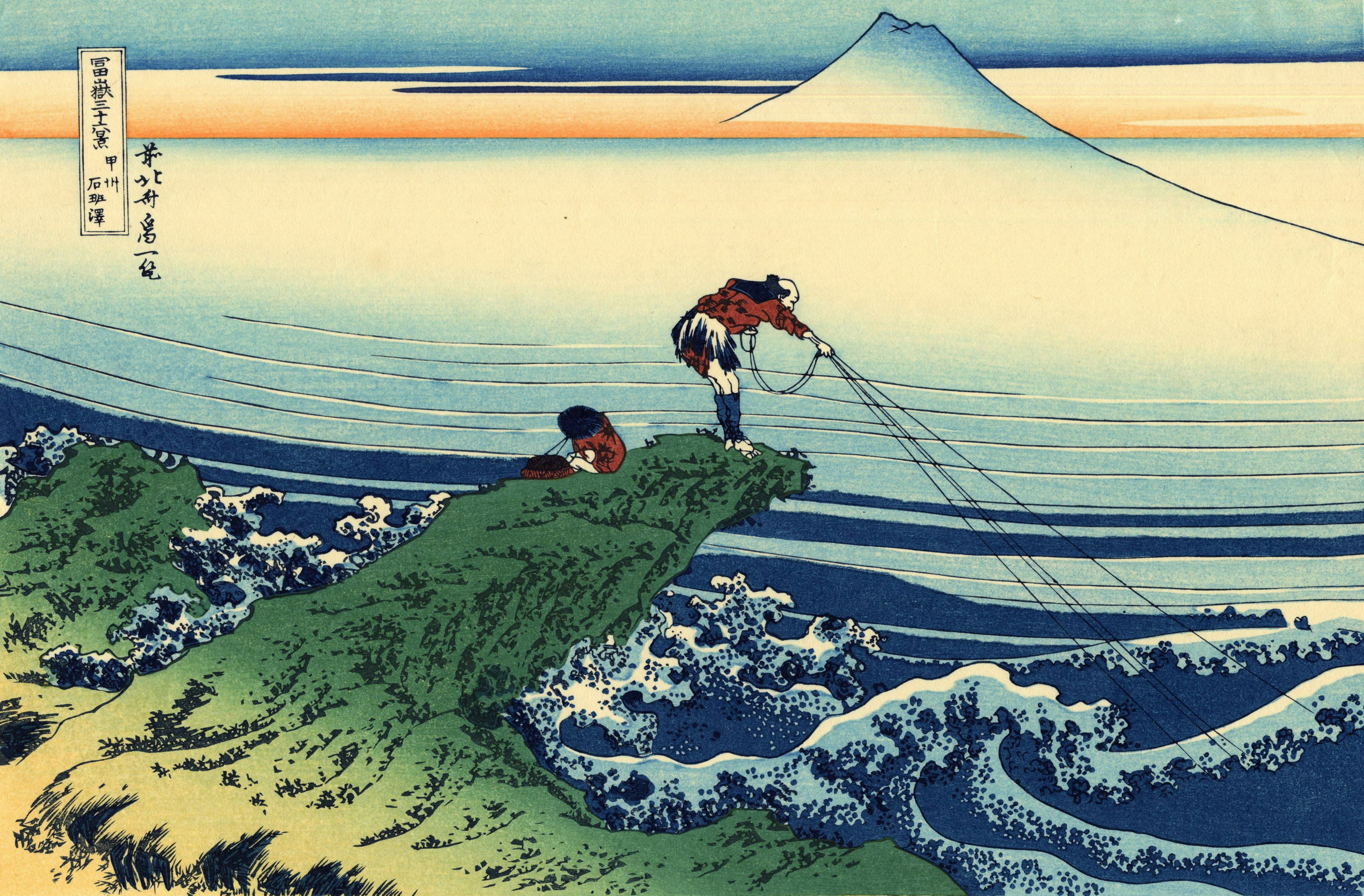
Pêcheur à Kajikazawa dans la Kai, no 45.

Entre 1830 et 1832, il compose une série sans titre de dix estampes de grand format horizontal, dite des Grandes Fleurs pour la distinguer de celle de plus petit format, dite des Petites Fleurs. Il reprend le thème traditionnel chinois des kachôga, « études de fleurs et d'oiseaux ».
De 1834 à 1849, sous le nom de Manji (« Dix mille ans ») ou Gakyō Rōjin Manji, signifiant « vieillard fou de peinture », il publie les Cent vues du mont Fuji (1834-1840), soigneusement imprimées en trois volumes dans de délicates teintes de gris, et deux séries célèbres illustrant des anthologies de poésie classique : Le Vrai Miroir des poètes et des Poèmes chinois et japonais et Les Cent poèmes expliqués par la nourrice.

### Fin de carrière
Il quitte Edo fin 1834 pour passer une année à Suruga dans la péninsule de Miura au sud d’Edo et publie l’année suivante sa série Fugaku Hyakkei ou les Cent vues du mont Fuji, qui reprend au trait tout son travail sur le paysage.
Vers le milieu de 1836, il retourne à Edo alors que la capitale connaît la Grande famine Tenpō. Il survit grâce à la vente de ses œuvres contre un peu de nourriture et arrête sa série de Cent Poètes et Poèmes, commencée au début de l’année, à la vingt-septième planche.
En 1839, un incendie dévaste son atelier, détruisant les travaux accumulés des dernières années. C'est à cette époque qu'un jeune artiste, Hiroshige Ando vient concurrencer sa célébrité.
Dans les années 1840, comme beaucoup d’artistes ukiyo-e en fin de carrière, il se désintéresse de l’estampe et s’adonne surtout à la peinture. Les dix années qui suivent sont calmes en matière de production. On raconte que, chaque matin, il s’efforce de produire au moins un dessin, rituel auquel il s’adonne jusqu’à sa mort. Il dessine une multitude de lions gardiens chinois (chinois : 石獅 ; pinyin : shíshī) pour conjurer le mauvais sort.
C'est en 1845 qu'il fait son dernier voyage à la rencontre d’un ami d'Obuse de la province de Shinano. Il exécute au cours de cette visite quelques peintures dans un temple.
Il meurt en avril ou mai 1849, selon une date controversée, laissant en guise d’adieu ce poème témoignant de son goût pour la nature : « Même fantôme - J’irai marcher gaiement - L’été dans les landes. ».
Sur son lit de mort, il prononce ces dernières paroles : « Si le ciel m'avait accordé encore dix ans de vie, ou même cinq, j'aurais pu devenir un véritable peintre ». Sur sa pierre tombale il laisse cette épitaphe :
« Oh ! La liberté, la belle liberté, quand on va aux champs d'été pour y laisser son corps périssable ! ».
Hokusai a eu cinq enfants de ses deux épouses : deux garçons et trois filles, dont la plus jeune, Sakae, plus connue sous le nom d'Ōi ou O-Ei, a également été peintre.
Ses cendres ont été ensevelies à Edo dans le cimetière attenant au temple Seikiō-ji, dans le quartier populaire d’Asakusa, où il a passé la majeure partie de sa vie. Il laisse derrière lui une œuvre qui comprend 30 000 dessins.

## Analyse

### Expression poétique
On prête au très vieil Hokusai, touchant au terme de son existence terrestre, cette dernière expression poétique :

« Oh, la liberté, la belle liberté, quand on va se promener aux champs d'été, en âme seule, dégagée de son corps ! »

Cette simplicité de l'homme nu, ce dépouillement de pauvre qui n'a rien d'autre à perdre que son corps, cette métaphysique fruste, mais essentielle de l'unique absolu, enfin atteint, est la plus belle preuve de la lumière éblouissante des jours oubliés de Edo. En ce temps qui vit naître tant de beautés, la recherche de Hokusai fut sans doute la seule qui visât l'extase. La seule qui fût assez complète pour ne pas se satisfaire de l'approbation des contemporains, et ne trouver de vérité que dans son propre accomplissement.

### Extravagance et illusion

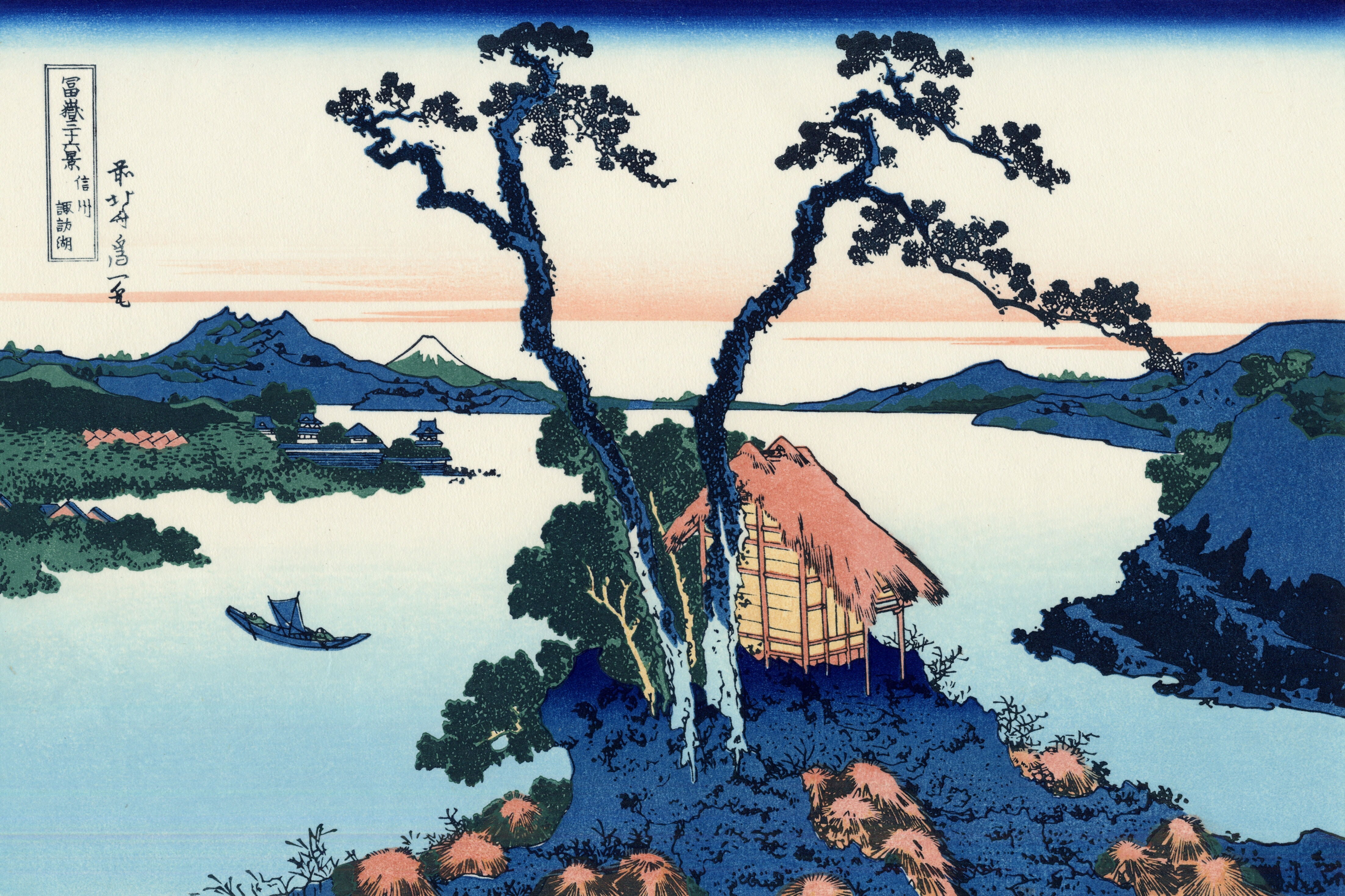
Le lac Suwa dans la province de Shinano.

De retour d'une chasse au faucon, le Shogun sur sa route prit plaisir à voir dessiner deux grands artistes du temps, Tani Bunchō et Hokusai. Bunchō commença et Hokusai lui succéda. Tout d'abord il dessina des fleurs, des oiseaux, des paysages, puis, désireux d'amuser le Shogun, il couvrit le bas d'une immense bande de papier d'une teinte d'indigo, et par ses élèves se fit apporter des coqs. Il plongea alors leurs pattes dans la couleur pourpre, les fit courir sur la teinte bleue et le prince étonné eut l'illusion de voir la rivière Tatsuta, avec ses rapides, charriant des feuilles d'érable.
Ainsi campé dans ce jeu d'extravagance et d'illusion, quel était donc cet artiste sans rival ? Capable des plus folles improvisations, pour qui tout pouvait être pinceau, il osa dire de lui-même :

« Après avoir étudié pendant de longues années la peinture des diverses écoles, j'ai pénétré leurs secrets et j'en ai recueilli tout ce qu'il y a de meilleur. Rien ne m'est inconnu en peinture. J'ai essayé mon pinceau sur tout et je suis parvenu à réussir. »

À soixante-quinze ans, préfaçant l'une des séries les plus délicates et les plus réussies, les Cent vues du mont Fuji, Hokusai nuançait cette appréciation, selon sa complexe nature, avec superbe, humilité, sarcasme : 

« Depuis l'âge de six ans, j'avais la manie de dessiner la forme des objets, Vers l'âge de cinquante ans, j'avais publié une infinité de dessins, mais tout ce que j'ai produit avant l'âge de soixante-dix ans ne vaut pas la peine d'être compté. C'est à l'âge de soixante-treize ans que j'ai compris à peu près la structure de la nature vraie, des animaux, des herbes, des arbres, des oiseaux, des poissons et insectes. Par conséquent, à l'âge de quatre-vingts ans, j'aurai encore fait plus de progrès. À quatre-vingt-dix ans, je pénétrerai le mystère des choses ; à cent ans je serai décidément parvenu à un degré de merveille, et quant j'aurai cent dix ans, chez moi, soit un point, soit une ligne, tout sera vivant. Je demande à ceux qui vivront autant que moi de voir si je tiens ma parole. Écrit à l'âge de soixante-quinze ans, par moi, autrefois Gwakiô Rôjin, le vieillard fou de dessin. »

### Jugement
Élie Faure a porté sur Hokusai un jugement ambivalent : il reconnaît dans « le grand Hokusai » une exceptionnelle puissance créatrice, et voit en lui « le poète protée, l’homme aux cent noms qui remplit de sa pensée plus de cinq cents volumes, en couvrit vingt mille estampes, le vagabond distrait qui couronna l’art populaire et dispersa l’esprit japonais aux quatre coins du ciel comme un grand vent dépouille les forêts d’automne ». Il fait l’éloge de « son innombrable esprit » apte à la plus grande variété de styles artistiques pour traduire les expressions extrêmes les plus contradictoires : « Il a la passion de l’humanité prochaine et misérable, cette minutie puissante qu’on ne trouve que chez Dürer, et cet amour des paysages aériens, et cette verve cynique, ou terrible, ou gouailleuse, ou sinistre, ou déchirante avec qui Goya arrachait au monde des formes les symboles sommaires des tragédies de son cœur. Il a l’immensité du savoir et l’adresse de tous les ouvriers de sa nation […]. Il commanda à sa forme en héros, il fut à son gré et tour à tour ou simultanément lyrique et philosophe, et poète épique et poète satirique, vivant les cauchemars les plus affreux après les réalités les plus paisibles, ou en même temps qu’elles, et passant avec désinvolture de l’invention la plus malsaine à la plus noble vision. » Mais Hokusai marque aussi la fin d’une époque : « Et pourtant, par son art rapide, analytique et fiévreux et pressé — trop anecdotique souvent — il est une expression de décadence. On dirait qu’il pressent la fin du vieux Japon, qu’il veut en dresser une encyclopédie vivante, se hâter de le raconter tout entier en notes directes, immédiates, fulgurantes, comme pour en laisser — complexe, multiforme, désordonnée, immense — l’image à l’avenir. » Après Hokusai, la Restauration de Meiji va précipiter le Japon sur les pas de l’Occident.

## Œuvre

### Noms d'artiste de Hokusai
Sur les cent vingt noms d’artiste et pseudonymes qu'il utilise, on peut en retenir six principaux qui correspondent aux six grandes phases de sa carrière :
- de 1779 à 1794, Katsukawa Shunrô (« Splendeur du Printemps »)[9] ;
- 1795-1798, Sôri II (nom pris à la mort de l’un de ses maîtres, Tawaraya Sôri) ;
- 1799-1810 : Hokusai (« Atelier du Nord ») en hommage à la divinité bouddhique Myōken, incarnation de l’étoile du Nord, à laquelle il voue un culte particulier ;
- 1811-1819 : Taitô (nom également lié au culte des astres, se référant à la Petite Ourse) ;
- 1820-1835 : Iitsu (« Âgé à nouveau d’un an », première année du nouveau cycle astrologique de 60 ans) ;
- 1834-1849 : Manji (« Dix mille ans ») ou Gakyō Rōjin Manji, signifiant « vieillard fou de peinture »[9].

À signaler également les noms d'Katsushika Hokusai (1805-1810). Il a aussi utilisé plusieurs noms secondaires et pseudonymes, comme Toki (1799), Raishin (1811), Kakō (1811). Cependant, il est rare qu'il ait utilisé deux noms principaux en même temps. Le tableau ci-dessous tente de recenser les signatures utilisées par Hokusai dans ses œuvres. Il ne s'agit pas toujours de noms à proprement parler, mais de formules incluant le nom de l'artiste d'une façon particulière,. Par exemple Sōri aratame Hokusai signifie « Hokusai anciennement Sōri ». Parfois, l'artiste indique son âge : Hachijūhachirō Manji pourrait se traduire par « Manji au vieil âge de 88 ans ».
| Liste des signatures utilisées par Hokusai sur les estampes et les livres illustrés                                |                                    |
| Nom principal | Dates                              |
| Katsukawa Shunrō (tsutsushinde kore wo zusu)                                                                       | 1779 - 1789                        |
| Katsu Shunrō | 1781 - 1789                        |
| Shunrō | 1781 - 1792                        |
| Gunbatei | 1786                               |
| Katsushika jū Shunrō                                                                                               | 1791                               |
| Kusamura Shunrō | 1793 - 1794                        |
| Hokusai Sōri | 1793 - 1797                        |
| Sōri (utsutsu) | 1795 - 1798                        |
| Hyakurin Sōri | 1797                               |
| Hokusai Tokimasa                                                                                                   | 1798                               |
| Sōri aratame Hokusai                                                                                               | 1799                               |
| Saki no Sōri aratame Hokusai                                                                                       | 1799 - 1800                        |
| Hokusai | 1799 - 1818                        |
| Fusenkyo Hokusai                                                                                                   | 1799                               |
| Gakō Hokusai | 1799                               |
| Hokusai Tatsumasa                                                                                                  | 1800                               |
| Tokitarō Kakō (Sorobeku)                                                                                           | 1800                               |
| Kakō (Sorobeku) | 1803                               |
| Kakō | 1801 - 1804                        |
| Gakyōjin Hokusai (rōfu)                                                                                            | 1801 - 1807                        |
| Gakyōrojin Hokusai                                                                                                 | 1804 - 1806                        |
| Hokusai Egaku | 1804 - 1807                        |
| Kukushin Hokusai                                                                                                   | 1805                               |
| Katsushika Hokusai (hitsu)                                                                                         | 1804 - 1815                        |
| Katsushika Hokusai Raishin                                                                                         | 1811                               |
| Katsushika Hokusai Tatsumasa                                                                                       | 1811                               |
| Shin-musashinokuni Katsushikazumi Tō Hokusai Saito                                                                 | 1811                               |
| Hokusai aratame Taito                                                                                              | 1814                               |
| Hokusai aratame Katsushika Taito                                                                                   | 1815 - 1819                        |
| Zen Hokusai Taito                                                                                                  | 1815 - 1819                        |
| Gakyōjin Hokusai Taito                                                                                             | 1817                               |
| Furumekashiku Hokusai Taito                                                                                        | 1817                               |
| Katsushika zen Hokusai Taito rōjin                                                                                 | 1817 - 1818                        |
| Hokusai Taito sekijō ryaku hitsu                                                                                   | 1804 - 1818                        |
| Katsushika saki no Hokusai aratame Taito                                                                           | 1818                               |
| Zen Hokusai Katsushika Taito                                                                                       | 1819                               |
| Katsushika zen Hokusai Taito                                                                                       | 1820                               |
| Hokusai aratame Katsushika Iitsu                                                                                   | 1820                               |
| Hokusai Taito aratame Katsushika Iitsu (hitsu)                                                                     | 1820                               |
| Katsushika Iitsu                                                                                                   | 1821                               |
| Getchirōjin Iitsu                                                                                                  | 1821                               |
| Fusenkyo Iitsu | 1822                               |
| Zen Hokusai aratame Katsushika Iitsu                                                                               | 1822                               |
| Zen Hokusai Iitsu                                                                                                  | 1823, 1824, 1828, 1830, 1833, 1835 |
| Katsushika oyaji Iitsu                                                                                             | 1825                               |
| Zen Hokusai Katsushika Iitsu                                                                                       | 1825, 1833, 1834                   |
| Iitsu | 1826, 1828                         |
| Hokusai aratame Iitsu                                                                                              | 1826                               |
| Katsushika zen Hokusai Iitsu rōjin                                                                                 | 1829                               |
| Saki no Hokusai hitsu                                                                                              | 1831                               |
| Hokusai aratame Iitsu (hitsu)                                                                                      | 1829 - 1834                        |
| Zen Hokusai Iitsu rōjin                                                                                            | 1833                               |
| Saki no Hokusai Iitsu (hitsu)                                                                                      | 1834                               |
| Hokusai Iitsu aratame Gakyō Rōjin Manji hitsu                                                                      | 1834                               |
| Zen Hokusai Iitsu Gakyōrōjin Manji                                                                                 | 1834 - 1835                        |
| Zen Hokusai Iitsu Manji rōjin                                                                                      | 1834, 1843                         |
| Saki no Hokusai Iitsu aratame Gakyō Rōjin Manji hitsu                                                              | 1834 - 1844                        |
| Zen Hokusai Manji                                                                                                  | 1835, 1838                         |
| Saki no Hokusai | 1835                               |
| Saki no Hokusai Manji                                                                                              | 1835                               |
| Zen Hokusai Iitsuō                                                                                                 | 1835                               |
| Sōbō Ryokyaku Saki no Hokusai aratame Gakyō Rōjin Manji                                                            | 1835 - 1836                        |
| Zen Hokusai Iitsu aratame Gakyōrōjin Manji                                                                         | 1836, 1840                         |
| Yowai Nanajyūni Gakyō Rōjin Manji hitsu                                                                            | 1837                               |
| Sōbō Ryokyaku Gakyō Rōjin Manji Yowai Hachijūichi                                                                  | 1840                               |
| Shihitsu Hachijūni ō Manji                                                                                         | 1841                               |
| Gakyōrōjin Manji                                                                                                   | 1836, 1840, 1848                   |
| Katsushika Iitsu Manjirōjin Hachiemon                                                                              | 1843                               |
| Hachijūyonrō Manji hitsu                                                                                           | 1843                               |
| Zen Hokusai Manjiō                                                                                                 | 1843                               |
| Hachijūgoro Manji hitsu                                                                                            | 1844                               |
| Katsushika Iitsu Manji Rōjin                                                                                       | 1845                               |
| Saki no Hokusai Manji Rōjin Shūzō                                                                                  | 1845                               |
| Hokusai Iitsurōjin Hachiemon                                                                                       | 1846                               |
| Hachijū-shichi rō Manji hitsu                                                                                      | 1846                               |
| Gakyō Rōjin Manji shihitsu yowai hachijūshichi sai                                                                 | 1846                               |
| Katsushika Manjirōjin                                                                                              | 1847                               |
| Yowai Hachijū Hachi Manji                                                                                          | 1847                               |
| Hachijūhachirō Manji hitsu                                                                                         | 1847                               |
| Manji Rōjin hitsu, Yowai Hachijū Kyūsai                                                                            | 1848                               |
| Kaeigan Tsuchinoesaru no toshi Rokugatsu Yōka Monjin                                                               | 1848                               |
| Motomeni ōzu Yowai Hachijūkyū sai no Manji Rōjin hitsu                                                             | 1848                               |
| Kyūjū Rōjin Manji hitsu                                                                                            | 1849                               |
| Kaei ni tsuchinoto Tori doshi Shōgatsu Tatsu no hi, Hōreki jū Kanoetatsu no toshi shusshō, Kyūjū Rōjin Manji hitsu | 1849                               |

### Œuvres de Hokusai par périodes
1779 - 1792Katsukawa Shunrō
- Portraits d'acteurs en feuilles séparées
- illustrations de romans bon marché
- quelques estampes polychromes

1795 - 1798Sōri
- 1795 Illustration du recueil poétique Kyōka Edo no Murasaki
- 1797 Yanagi no ito, Sandara kasumi
- 1798 Otoko dōka

1799 - 1810Hokusai
- 1799 Azuma asobi
- 1800 Tōto shōkei ichiran
- 1804 Ehon kyōka yama mata yama
- 1807-1810 Chinsetsu yumiharizuki

1811 - 1819Taito
- 1814-1819 Hokusai manga, volumes 1-10
- 1816 Santai gafu
- 1817-1819 Ehon hayabiki

1820 - 1835Iitsu
- 1821 Genroku kasen kaiawase
- 1822 Umazukushi
- 1829-1833 Shinpen suiko gaden
- vers 1831-1834 Fugaku sanjūrokkei (Trente-six vues du mont Fuji)[33]

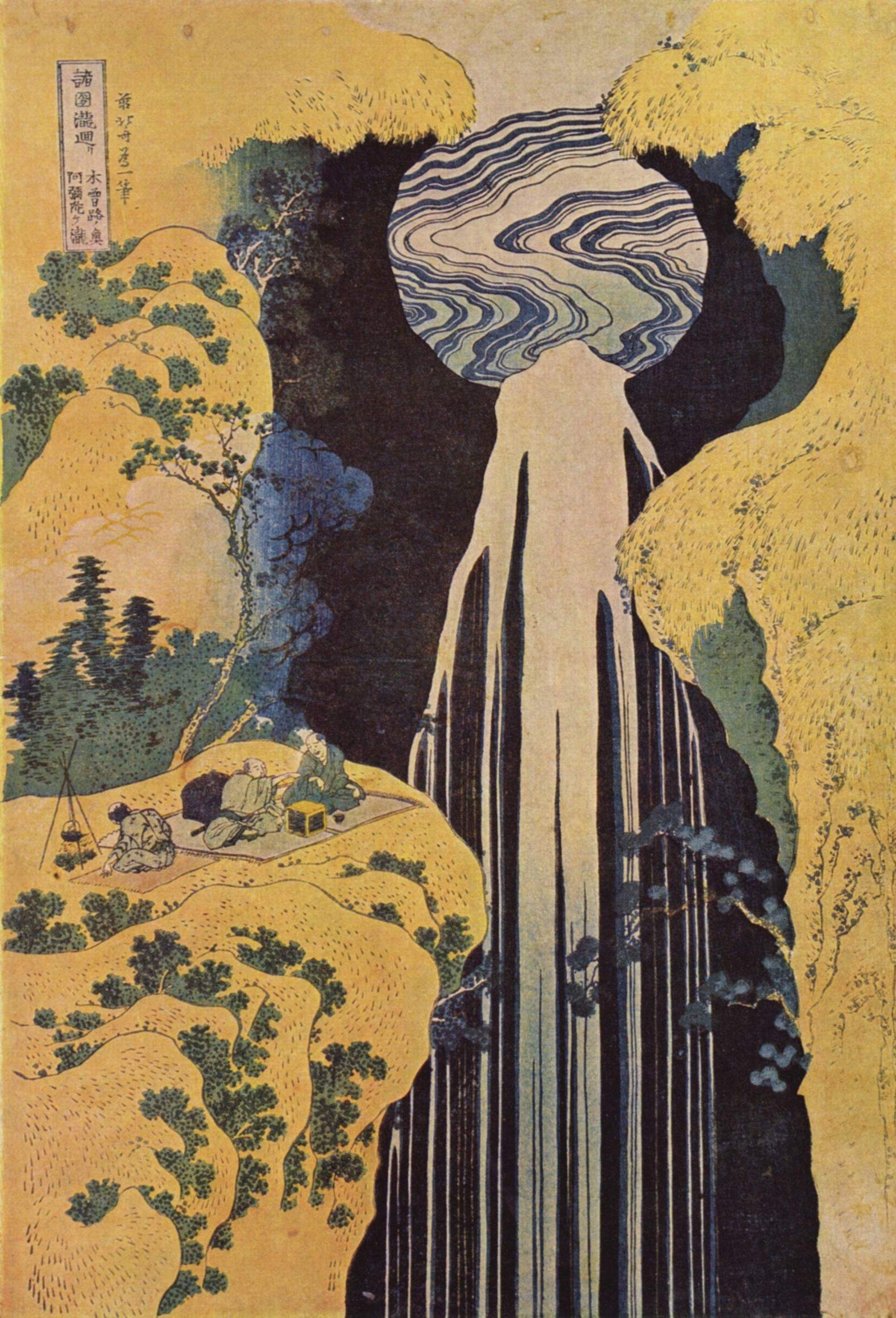
La Cascade d'Amida derrière la rue Kiso
British Museum

- vers 1830-vers 1835 Shokoku Takimeguri (Circuit des cascades de toutes les provinces), Shokoku meikyō kiran (Vues étonnantes des ponts célèbres à travers toutes les provinces), Setsugekka (Neige, Lune et Fleurs), Shika shashin kagami (Vrai miroir des poèmes et des poètes), Hyaku monogatari (Cent histoires de fantômes)

1834 - 1839Manji
- 1834-1835 Fugaku hyakkei (Cent vues du mont Fuji)
- 1835-1838 Hyakunin isshu uba ga etoki (Cent poèmes expliqués par la nourrice)

## Postérité

### Reconnaissance en Occident
Ses Mangas le font connaître en Occident, tout autant que les Vues du mont Fuji. Le volume VI entra même dans les collections de la Bibliothèque nationale de France dès 1843, et les critiques et collectionneurs français, Philippe Burty, Théodore Duret ou encore Edmond de Goncourt, s'enthousiasmèrent pour ce « peintre de mœurs comme pas uns », « cette profusion d'images, cette avalanche de dessins, cette débauche de crayonnages, […] ces milliers de reproductions fiévreuses de ce qui est sur la terre, dans le ciel, sous l'eau » (E. de Goncourt).
Sa reconnaissance explose à la fin du XIXe siècle, où il devient une source d'inspiration importante pour les peintres impressionnistes, notamment Vincent van Gogh, Claude Monet et Edgar Degas. Ils s'inspirent par exemple de ses associations d'aplats de couleur, avec des tons vifs et lumineux, mais aussi de son absence d'effet de perspective et de clair-obscur.
La couverture de la partition de La Mer (1905) de Claude Debussy reproduit notamment la Vague de Hokusai.

### Musées et expositions
Le musée Hokusai (北斎館, Hokusai-kan) existe depuis 1976 à Obuse, préfecture de Nagano.
Le musée Sumida Hokusai (すみだ北斎美術館, Sumida Hokusai bijutsukan) a ouvert le 22 novembre 2016, près de la station Ryōgoku (Tokyo) et donc du Kokugikan, du musée d'Edo-Tokyo et de la Tokyo Skytree. Le bâtiment a été réalisé par Kazuyo Sejima (SANAA). La collection du musée comporte à son ouverture 1 500 œuvres.
Une grande exposition, présentant 500 œuvres en deux volets, s'est tenue à Paris au Grand Palais du 1er octobre 2014 au 18 janvier 2015. Une grande partie des œuvres présentées font partie du nouveau musée Sumida Hokusai. Cette exposition a été nommée aux Globes de Cristal en 2015 dans la catégorie meilleure exposition.
Du 1er octobre 2022 au 29 janvier 2023, le Musée des arts asiatiques de Nice présente une importante exposition intitulée « Hokusai, Voyage au pied du Mont Fuji », et réunissant les chefs-d’œuvre de la collection Georges Leskowicz.